# Enrique J. Muscio
Enrique J. Muscio fue un importante empresario y productor teatral argentino.

## Carrera
Enrique Muscio fue un notable empresario argentino que tuvo gran repercusión en el ambiente artístico teatral por sus participaciones en decenas de obras y revistas.
Compró un terreno del barrio de Floresta con el fin de levantar una magnífica sala de espectáculos, fundando así el Teatro Fenix, teniendo en su cartelera al cantor Carlos Gardel.
Empresario por muchos años del Teatro Ateneo (ubicado en la calle Cangallo demolido hace años) y luego del Teatro Nacional, pasaron por ellos artistas de renombre como  Enrique Muiño, Elías Alippi, Narciso Ibáñez Menta, Fernando Ochoa, Alejandro Casona, Luis Sandrini, entre otros. Trajo al país a la ilustre actriz española Irene López Heredia en plena Guerra Civil.
Llegó a regentear siete teatros en una época en la que reinaban las comedias saineteadas y operetas. Llegó a estrenar en España una obra española y otra argentina interpretadas por Niní Marshall y Luis Arata.

## Teatro
- 1937: La millona
- 1937: Casa de mujeres de Enrique Suárez de Desa.
- 1938: De noche y casi solos.
- 1939: El Muchacho de la Orquesta, con música de Francisco Canaro.
- 1945: Sangre Negra.
- 1945: Jacobowsky y el Coronel, puesta en escena con Santiago Gómez Cou, Francisco Álvarez, Silvana Roth, Gloria Ferrandiz, Amelia Senisterra, Enrique Chaico, Olimpio Bobbio y Lalo Malcolm.
- 1946: Vampiresa, con Marcelle Marcel, Diana Montes, Ramón Garay, Eduardo de Labar, Mary Lamas, Carlos Tajes, Alberto Anchart y Maruja Pibernat.[4]
- 1956: La mujerzuela respetuosa.
- 1956: Si yo fuera presidente, con Marcos Caplán, Nélida Roca, Don Pelele, Tato Bores, Roberto García Ramos, Héctor Rivera, Nené Cao, Tito Lusiardo y Pepe Arias.
- 1962: Mi bella dama.
- 1963: Carnival, de Michael Stewart.
- 1963: Annie Get Your Gun.
- 1972: Pan crollo, producción llevada a cabo tras unirse a los productores Francisco Gallo y a Carlos A. Petit. Fue estrenada en el Teatro Astral.
- 1976: Yo canto a mi Argentina.